# قائمة الأفلام التي اعتبرت الأسوأ
الأفلام المدرجة أدناه يستشهد بها العديد من قبل النقاد الثقات في عدة مصادر موثوقة بأنها بين أسوأ الأفلام على الإطلاق. ومن أمثلة هذه المصادر ميتاكريتيك، قائمة روجر إيبرت لأسوء الأفلام، دليل ليونارد مالتين السينمائي، موقع الطماطم الفاسدة، مسرح العلوم الغامضة 3000، وجوائز التوتة الذهبية («راتزي»).

## عقد 1940

### لا أوركيدات للآنسة بلانديش (1948)
لا أوركيدات للآنسة بلانديش (بالإنجليزية: No Orchids for Miss Blandish)، هو فيلم عصابات بريطاني مقتبس من رواية جيمس هادلي تشايز وأنتج عام 1948 ووصفه مؤرخ الأفلام البريطاني ليزلي هاليويل بأنه "فيلم عصابات سيئ بشكل يدعو للضحك... وأحد أسوأ الأفلام على الإطلاق". ووصفه مؤرخ أدب الجرائم وليام دي أندريا أنه "أحد أسوأ الأفلام" في صنف أفلام العصابات". وقال ليونارد مالتين أن الفيلم "أخطأ هدفه بأميال". دعته مجلة الفيلم البريطاني، Monthly Film Bulletin "أكثر عرض مقزز للوحشية والانحراف والجنس والسادية مما ظهر على شاشة السينما من قبل".

## عقد 1950

### غلين أو غليندا (1953)

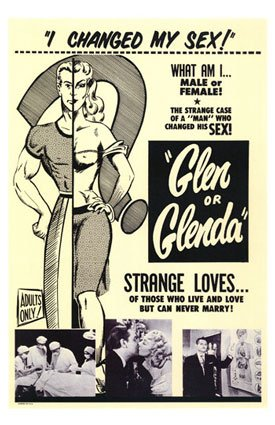
ملصق فيلم غلين او غليندا

غلين أو غليندا (بالإنجليزية: Glen or Glenda) هو شبه سيرة ذاتية – شبه وثائقي حول لبس ثياب النساء، من بطولة وإخراج إد وود. في يدور الفيلم حول البطل غلين الذي يفوق من كابوس، ويخضع للعلاج النفسي لمساعدته على علاج مشكلته. يظهر بيلا لوغوسي في هذا الفيلم، حيث عمل في عدد من أفلام وود في أواخر مسيرته. يصر الناقد ليونارد مالتين على أن هذا الفيلم أسوء بكثير من فيلم وود الشهير الخطة 9 من الفضاء الخارجي؛ ويراه الأسوأ على الإطلاق". ويرى داني بيري بأن الفيلم في الحقيقة راديكالي، وإن كان سيئ الإنتاج، فهو يقدم قصة شخصية أكبر من محتوى أفلام المخرجين المحترمين. وتقييم الفيلم حاليا 32% على موقع الطماطم الفاسدة.

### الوحش الروبوت (1953)
الوحش الروبوت (بالإنجليزية: Robot Monster)، هو فيلم خيال علمي، صور في البداية وعرض في بشكل ثلاثي الأبعاد، ويعرض ممثلا في بدلة غوريلا وخوذة غطس. الفيلم من إنتاج وإخراج فيل تاكر، وأدرجه مايكل سوتر في كتابه عن أسوء الأفلام على الإطلاق، وحصل على تقييم 31% على موقع الطماطم الفاسدة. كما عرض أيضا في كتاب القوائم في فئات أسوء الأفلام. ومنحه بول ميدفيد جائزة الديك الرومي الذهبية عن الشخصية الرئيسية عن «أسخف وحش في تاريخ الشاشة»، ووضع المخرج تاكر بين وصفاء جائزة «أسوأ مخرج على الإطلاق»، وقال ميدفيد أن «ما جعل الوحش الروبوت أسوأ من أي ملحمة خيال علمي رخيصة أخرى كان طموحه الفني الغريب». ألف الملحن الشهير إلمر بيرنشتاين موسيقى الفيلم. تم عرضه على مسرح العلوم الغامضة 3000, ويذكره الكاتب ستيفن كينغ أنه أحد أفضل الأفلام السيئة، وأكثرها إثارة للضحك.

### الفاتح (1956)

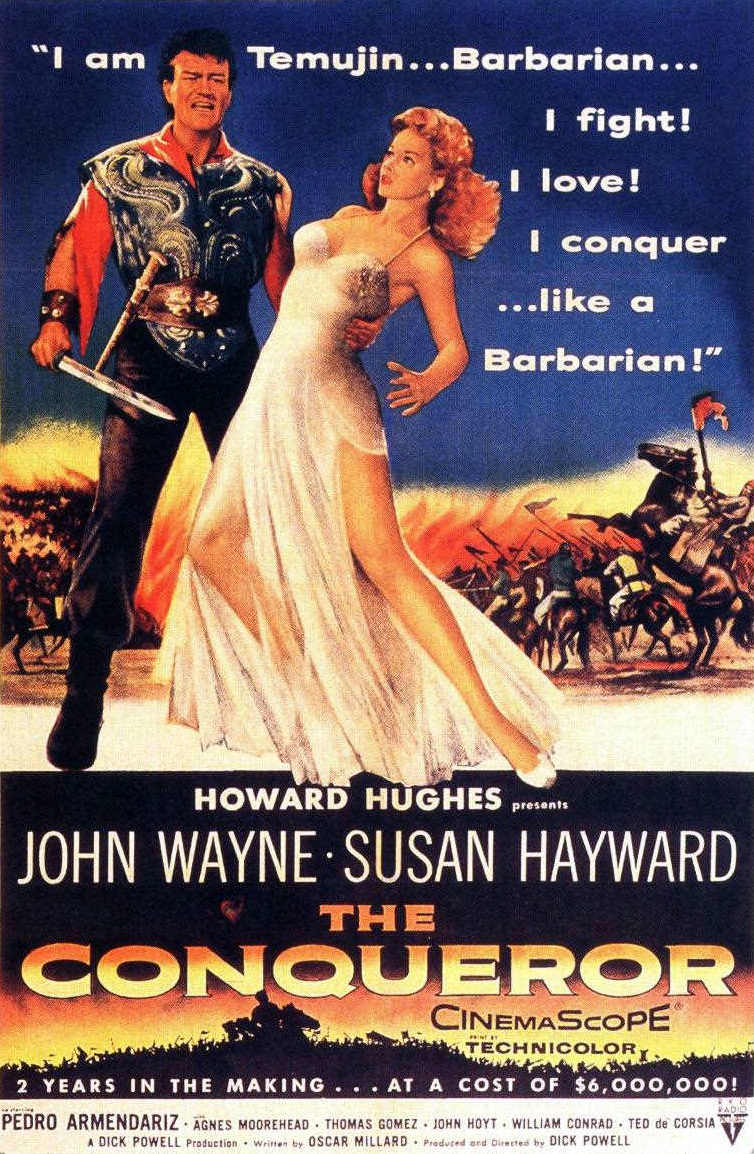
ملصق فيلم الفاتح

الفاتح (بالإنجليزية: The Conqueror)، من إنتاج هوارد هيوز وبطولة جون وين بدور جنكيز خان وسوزان هيوارد بدور الأميرة التتارية. صور الفيلم قرب سانت جورج في يوتا، باتجاه الريح من منطقة الاختبارات النووية في نيفادا، وتلقى الفيلم اللوم بسبب وفاة أغلب الممثلين والطاقم بالسرطان، مثل هايورد، وين، أجنيس مورهيد، بيدرو أرمينداريز، والمخرج ديك باول  بالإضافة إلى ذلك، فقد نقلت حمولات من الرمال الحمراء إلى الإستوديوهات لتصوير المشاهد الداخلية. وأدخله مايكل سوتر ومايكل ميدفيد في قوائمهما عن أسوء الأفلام. كان الدور أصلا قد جهز لمارلون براندو، ووصفت الغارديان اختيار وين للدور «أحد أسوأ القرارات على الإطلاق».
كان هيوز أحد أغنى الرجال في ذلك الوقت، وأنتج أفلاما حققت الشعبية مثل ملائكة الجحيم، سكارفايس، والمجرم. . وبعد أن رأى الفيلم بنفسه، اشترى هيوز كل النسخ الموجودة بنحو 12 مليون دولار ورفض عرض الفيلم على التلفزيون حتى عام 1974. ويقال أنه أحس بالذنب لتصويره الفيلم في هذا الموقع الخطر. وبحلول الثمانينات، تم تشخيص 91 من أصل 220 من الممثلين والطاقم بالسرطان. وكان هذا آخر فيلم أنتجه هيوز.

### الخطة 9 من الفضاء الخارجي(1959)

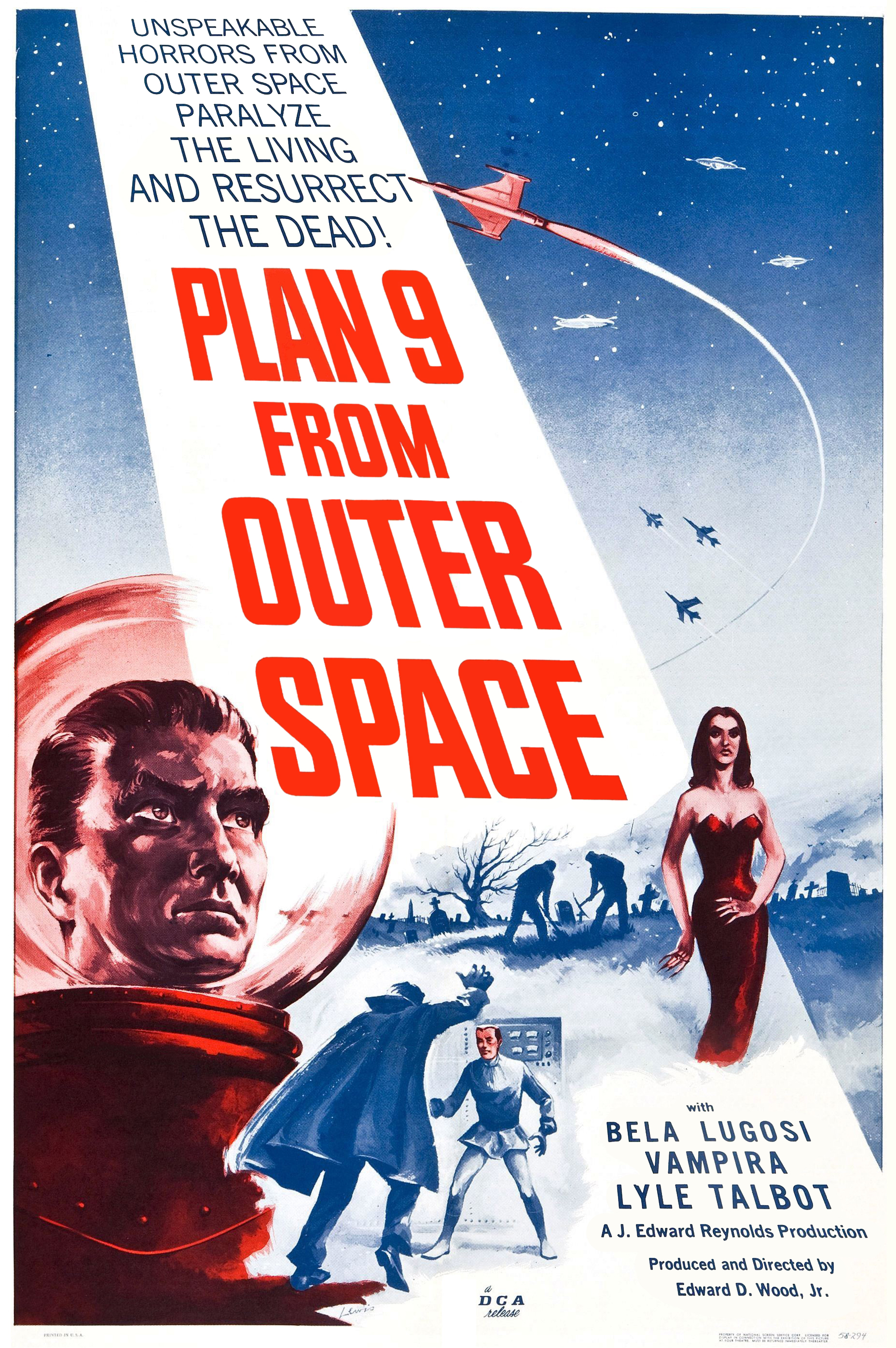
ملصق فيلم الخطة 9 من الفضاء الخارجي

الخطة 9 من الفضاء الخارجي (بالإنجليزية: Plan 9 From Outer Space)، اعتبر «أسوأ فيلم على الإطلاق». مثل هذا الفيلم آخر ظهور لبيلا لوغوسي. كان إد وود قد صور مجموعة صغيرة من اللقطات للوغوسي قبل موته. وتم تكرار هذه اللقطات داخل الفيلم. وبعد موت لوغوسي، أدخل وود بديلا له هو توم ميسن، وكان معالج زوجة وود في ذلك الوقت، وكان يلعب الدور وهو يغطي وجهه، وذلك رغم الاختلافات الجسمانية العديدة بينهما. أشار عدة نقاد إلى المؤثرات الرخيصة والحوار السخيف.
صور الفيلم عام 1956، ولم يصدر حتى عام 1959 لعدم عثورهم على موزع. في 1994، أخرج تيم برتون فيلما عن إد وود، وأدخل ما عاناه وود من محن في إنتاج الفيلم. وذكر مقيم الأفلام فيل هول أنه «أكثر تسلية من أن يوصف بأسوأ فيلم على الإطلاق». وذكر دليل فيديو هاوند أنه «أصبح لذا مشهور بسوئه بشكل جعله فوق النقد».

## عقد 1960

### وحش يوكا فلاتس(1961)
وحش يوكا فلاتس (بالإنجليزية: The Beast of Yucca Flats)، من إنتاج كولمان فرانسيس وتم تصويره دون صوت وأضيفت عليه الرواية، ويدور الفيلم حول عالم سوفيتي فار (تور جونسون) يتعرض إلى الإشعاع النووي ويتحول إلى وحش. يبدأ الفيلم بمشهد بقوم فيه شخص بقتل امرأة، ولم تكن للمشهد علاقة له بباقي الفيلم ولا يلائم وقائعه وأحداثه. وصفه ليونارد مالتين بأنه أحد أسوء الأفلام على الإطلاق. عرض على برنامج مسرح العلوم الغامضة 3000، حيث قال فريق البرنامج أنه أسوء فيلم رآه حتى تلك اللحظة.

### إيغاه(1962)
إيغاه (بالإنجليزية: Eegah)، من بطولة ريتشارد كيل الذي يؤدي دور رجل كهف قديم يظهر في كاليفورنيا الحديثة ويقع بحب فتاة مراهقة. يؤدي أرش هول الابن عدة أغاني في الفيلم. ازدادت شهرة الفيلم بعد عرضه على مسلسلات مثل مهرجان الأفلام المعلّبة ومسرح العلوم الغامضة 3000، حيث ذكر فريق مسرح العلوم الغامضة أن مشهد الحلاقة (حيث يلف إيغاه لسانه ويلعق معجون الحلاقة) أنه أحد أكثر ما رأوه قرفا. كما أدرجه مايكل ميدفيد بين أسوأ 50 فيلما على الإطلاق.

### الرعب في حفلة الشاطئ (1964)
الرعب في حفلة الشاطئ (بالإنجليزية: The Horror at Beach Party)، من إخراج ديل تيني، ويدور حول وحوش البحر التي تهاجم الفتيات في حفلات الشاطئ. وقال عنه الكاتب توماس ليسانتي أنه «أسوء من أي فيلم عن حفلات الشاطئ صور في الستينات». وأدرجه مايكل سوتر في كتابه عن أسوء الأفلام على الإطلاق.

### بابا نويل يهزم المريخيين(1964)
بابا نويل يهزم المريخيين (بالإنجليزية: Santa Claus conquers the Martians)، هو فيلم كريسماس ومغامرة وخيال علمي، وهو من إنتاج نيكولاس وبستر. في الفيلم يشاهد أطفال المريخ بابا نويل من شاشات تلفزيون الأرض، فيقرر أهل المريخ خطفه بابا نويل لإسعادهم. انتقد الفيلم بسبب غرابته ومؤثراته السيئة. عرض الفيلم في مسرح العلوم الغامضة 3000 وأدرج في عدة قوائم عن أسوء الأفلام على الإطلاق. وظهرت به الممثلة بيا زادورا عندما كانت طفلة.

### الرعب الزاحف (1964)
الرعب الزاحف (بالإنجليزية: The Creeping Terror)، هو فيلم خيال علمي ورعب أنتجه واخرجه وحرره فيك سافاج (تحت اسم مستعار هو أ ج نيلسن، لكنه بقي باسمه الحقيقي كممثل). ويدور الفيلم حول فضائي يشبه البزاق يهبط على الأرض ويرعب بلدة أمريكية. استعملت في الفيلم مؤثرات منزلية الصنع: فهناك فيلم محفوظ لإطلاق صاروخ شغل بالعكس لتصوير هبوط مركبة فضائية، ويظهر أن «الوحش» مكون من سجادة تم لفها على عدة ممثلين، وتظهر أحذيتهم من حين لآخر. وحصل على تقدير 0% في موقع الطماطم الفاسدة عن ثلاث تقييمات.

### مونستر أغوغو (1965)
مونستر أغوغو (بالإنجليزية: Monster A Go-Go)، من إخراج بيل ريباني. استنفذ الفيلم ميزانية الإنتاج وتم هجره، حتى تعهد به المنتج هرشل جوردن لويس، الذي أراد فيلما آخر لوضعه ضمن عرض مزدوج، فاشترى الفيلم وأكمله بميزانية قليلة جدا. لكن عندما حاول إكماله، وجد أن أغلب الممثلين الأصلين لا يمكنهم العودة، فاستبدل أدوارهم بممثلين جدد لملء الفراغ، ما جعل الشخصيات تتغير فجأة. كما أن أحد الممثلين الذين عادوا ظهر عليه الوزن الزائد، كما فقد شعره وربى لحية، فوضعه لويس بدور شقيق الشخصية الأصلية. يتضمن الفيلم مجموعة حوارات طويلة تتعلّق بتحول رائد فضاء إلى وحش. معظم حوارات الفيلم غير واضحة بسبب رداءة الصوت، كما تعرض الفيلم للضوء الشديد وجعل الوجوه تظهر بيضاء لامعة، وتحيط بها دوائر متوهجة. وفي إحدى اللقطات يسمع رنين الهاتف، لكن يظهر واضحا أنه صادر من شخص يقلد صوت الهاتف. وعندما عرض على مسرح العلوم الغامضة 3000، قال الكاتب بول تشابلين أن الحوار «لا يمكن فهمه». كما ذكر فريق المسلسل أنه كان أسوأ فيلم رأوه على الإطلاق.

### مانوس: أيادي القدر(1966)
مانوس: أيادي القدر (بالإنجليزية: Manos: The Hands of Fate)، هو فيلم رعب من إخراج هال وارن، وهو بائع بوليصات تأمين من إل باسو، وأصبح لاحقا بائع سماد. في الفيلم تضّل عائلة الطريق لتجد نفسها في منزل طائفة وثنية. أنتج وارن الفيلم بعد أن راهن كاتب السيناريو الحائز على الأوسكار ستيرلينغ سيليفانت، بأن أي أحد بإمكانه أن ينتج فيلم رعب. الفيلم مليء بالأخطاء التقنية ومشاكل الاستمرارية والمشاهد غير المفسرة. تم التصوير بكاميرا صامتة ولا تسجل سوى 32 ثانية فقط. أما الحوار فقد تم تسجيله من قبل وارن وأربعة آخرين. مشهد البداية تظهر فيه سيارة العائلة فقط ويستمر لتسع دقائق، وكان وارن يريد وضع أسماء الطاقم والممثلين لكنه لم ينجح بهذا. ظل الفيلم منسيا وضائعا حتى عثر عليه مسرح العلوم الغامضة 3000، حصل الفيلم على درجة 0% في موقع الطماطم الفاسدة، ويذكر أن وارن بنفسه اعترف لاحقا بأن فيلمه كان الأسوأ، واقترح بأن يعيد عملية دبلجته لجعله فيلما كوميديا.

### أمانتي (مكان للعشاق) (1968)
أمانتي أو مكان للأحبة (بالإنجليزية: Amanti, A Place For Lovers)، هو فيلم رومانسي إيطالي من إخراج فيتوريو دي سيكا وبطولة فاي دوناوي، بدو مصممة أزياء أمريكية مصابة بمرض عضال، ومارسيلو ماستروياني، بدور سائق سيارة سباق يقيم معها علاقة. ذكر روجر إيبرت في شيكاغو سن-تايمز أنه «أسوء قصة شبه رومانسية رآها في حياته». وأشار تشارلز تشامبلن من لوس أنجليس تايمز أنه «أسوأ فيلم رأيته طوال هذه السنة.»  وافق ليونارد ماتلين على تعليقات إيبرت في مراجعته وذكر أن الفيلم كان «لا يثير اهتمام أي أحد». وأدخله ميدفيد في قائمته عن أسوء خمسين فيلما على الإطلاق.

## عقد 1970

### ميرا بريكنريدج (1970)
ميرا بريكنريدج (بالإنجليزية: Myra Brickenridge)، مقتبس عن رواية غور فيدال بنفس الاسم، من إخراج مايكل سارني وبطولة راكيل ولش، ماي وست، جون هيوستن وفرح فاوست. أثير حوله الجدل بسبب مشهد تمارس فيه ولش اللواط بعنف على رجل مقيد، بينما تعرض على الشاشة مقاطع من مختلف الأفلام الكلاسيكية. تم وضع تصنيف X على الفيلم في البداية قبل وضع تعديلات لتغير لجنة الرقابة التصنيف إلى R. كما قام الفيلم بإدراج مقاطع من أفلام العصر الذهبي في بطريقة أظهرتها بإيحاءات جنسية. قامت مجموعة من ظهروا على المقاطع من نجوم بتوجيه اعتراض، وبعضهم (مثل لوريتا يونغ) رفعوا دعوى قضائية لإزالة اللقطات من الفيلم. فشل الفيلم بين النقاد، فقد قالت مجلة تايم «هذا الفيلم مضحك مثل متحرش بالأطفال». كما أعطاه ليونارد مالتين درجة قنبلة (أقل درجة ممكنة). كما رشحه الناقد هيرب كيلي من ميامي نيوز بلقب أسوأ فيلم على الإطلاق. كما أدخل في كتاب القوائم عن أسوء الأفلام على الإطلاق، وكتب أن هناك شيئا في الفيلم يسيء إلى الجميع. تبرأ غور فيدال من الفيلم ووصفه بأنه «نكتة فظيعة»، وألقى باللوم على الفيلم لما أصاب مبيعات الرواية من جفاف استمر عشر سنوات.

### زات (1971)
زات (بالإنجليزية: Zaat)، من إخراج دون بارتون من جاكسونفيل، فلوريدا. ويروي الفيلم قصة عالم نازي مجنون يحقن نفسه بمحلول يحوله إلى سمكة سلور متحولة. سخر الناقد مات سورغل، من جريدة فلوريدا تايمز يونيون، من هذا الفيلم قائلا «أنه أفضل أنتج حول أسماك السلور المتحولة». وقال الناقد جيفري كوفمان «هذا نوع من الأفلام قد ينتجه إد وود افي أسوء أيامه»، وأضاف، «عشاق الأفلام السيئة يرون أن زات هو الأسوأ». وذكر باتريك k,yg من DVD Direcct أن “التمثيل في الفيلم تحت المتوسط. ويبدو أن الممثلين يهمسون بجملهم ويحاولون جاهدين الا يفهموا أنهم داخل أحد أسوأ الأفلام على الإطلاق. أما شركة NPR فوصفته بأنه «فشل ذريع لفيلم خيال علمي عندما أصبح رابحا بفشله» وذلك بعد أن تصدر قائمة أسوء 100 فيلم على موقع IMDB. وقد أدرج في قائمة توتال فيلم عن أسوأ 66 فيلما على الإطلاق.

### ها-تريمبست (هيبي أمريكي في إسرائيل) (1972)
ها تريمبست أو هيبي أمريكي في إسرائيل Ha-Trempist, An American Hippie in Israel، هو فيلم إسرائيلي عن هيبي أمريكي يسافر إلى إسرائيل بعد تورطه مع حرب فيتنام، ويصادق هيبيين إسرائيليين، ويواجه الفنانين الصامتين في طريقه. ظل الفيلم مفقودا لفترة طويلة، لكنه ظهر مجددا في تل أبيب بعد 38 عاما من إنتاجه، وجمع حوله طائفة من المعجبين، وأصدرته شركة غرايندهاوس على الفيديو في العالم. ووصفه جيل شيفلر من مجلة فوروارد بأنه «فظيع تماما، ربما يكون أسوأ فيلم إسرائيلي على الإطلاق، وربما حتى الأسوأ بين جميع الأفلام». وقال عنه بن هارتمان من صحيفة جيروزليم بوست أن الفيلم كان «بالتأكيد أحد أسوأ الأفلام في إسرائيل على الإطلاق وأكثر». وأعطاه موقع نانا 10 لقب «أسوأ واطرف فيلم إسرائيلي».

### أت لونغ لاست لوف (1975)
أت لونغ لات لوف (بالإنجليزية: At Long Last Love) كان تقديرا من المخرج الشهير بيتر بوغدانوفيتش للعروض الموسيقية الكبيرة في هوليوود في الثلاثينات. ويضم أغاني من تأليف كول بورتر ومن بطولة سيبل شيبرد وبيرت رينولدز. واستقبله النقاد بشكل سيئ فور صدوره. وأشارت محطة CNN أنه أحد «أسوأ الأعمال الموسيقية في تاريخ هوليوود». وقال الناقد السينمائي جون سايمون من مجلة إسكواير، «قد يكون أسوأ فيلم موسيقي في هذا العقد، أو أي عقد». كتب الناقد السينمائي جيف سيمون من بافالو نيوز: «في حوالي 45 دقيقة، يصبح من الواضح للجميع أن هذا أحدا من أسوأ عرض للمواهب وأكثرها إثارة للإحراج». أدخله مايكل سوتر ومايكل ميدفيد في كتبهما عن أسوأ الأفلام على الإطلاق. كما أدخله ميدفيد ضمن جوائز الديك الرومي الذهبي لأسوء الأفلام. أرسل بوغدانوفيتش نشرات إلى الصحافة في جميع أنحاء البلاد ليعتذر عن هذا الفيلم. أحد المدافعين عن الفيلم كان روجر ايبرت، حيث كتب: «انه خفيف وسخيف وأنيق ... الفيلم ليس تحفة فنية، ولكنه لا يستحق هجمات النقاد ضده». ذكر بوغدانوفيتش، في فيلم وثائقي عن حياته المهنية، أنه أسف لتأثره بمعاينات الاستوديو التي جعلته يقطع أجزاء من الفيلم قبل صدوره على الصالات. وأعاد تحرير الفيلم ليصدر على تلفزيونات الكابل في العام التالي. احتفظ أحد المعجبين بهذه النسخة الأصلية، وبعد سنوات تم إصدارها نحو موقع نت فليكس في عام 2013.

## عقد 1980

### بوابة السماء (1980)
بوابة السماء (بالإنجليزية: Heaven's Gate)، هو ملحمة غرب اقتبست حرب مقاطعة جونسون في أواخر القرن التاسع عشر في وايومنغ، وقد ابتلي الفيلم بالتجاوزات في التكلفة والجدول الزمني، ويرجع ذلك بشكل كبير إلى اهتمام المخرج مايكل تشيمينو الشديد بالتفاصيل. حيث كان يصور 50 لقطة لمشهد واحد على الأقل، ويرفض بدء التصوير مجددا حتى تمر سحابة مشابهة في السماء. كلف الفيلم أكثر من 44 مليون دولار، لكنه لم يكسب سوى 3.5 مليون دولار في شباك التذاكر. بلغت مدة عرض النسخة الأصلية ما يقرب من أربع ساعات، ولكن الفيلم سحب بعد أسبوع واحد بسبب الانتقادات الشرسة. أعيد إصداره في نسخة مدتها 149 دقيقة، ولكن كان الضرر كان قد حل بالفيلم. وقال عنه فينسنت كانبي بأنه «كارثة دون منازع». كما قال عنه روجر إيبرت بأنه «أشنع نفاية سينمائية رأيتها في حياتي.»  منح تشيمينو عام 1980 جائزة التوتة الذهبية لأسوأ مخرج، وترشح الفيلم لأربع جزائز رازبيري أخرى، بما فيها جائزة أسوأ فيلم. وفي فبراير 2010، وضعه استفتاء لقراء مجلة إمباير في المرتبة السادسة بين أسوء الأفلام. وفي تلك السنة نفسها، وصفه جو كوينان من جريدة غارديان بأنه أسوأ فيلم على الإطلاق بشكل «يفوق الخيال». وذكر موقع TVGN في عام 2013 أن لها مشاهد الفالس المفرطة، والتي استغرقت نصف مدة الفيلم، كانت ضربة إضافية للفيلم. اختير تشيميينو في البداية بعد أن ربح الأوسكار عن فيلم صياد الغزلان، ولكن سمعته لم تتعافى بعد بوابة السماء. لم تتوقف سمعة الإنتاج السيئة هنا بل تعدتها للقسوة على الحيوانات سواء على الشاشة أو على الموقع، بما فيها أن تم قتل حصان عمدا بالمتفجرات. أنهى الفيلم وجود يونايتد أرتيستس كشركة مستقلة (حيث باعتها الشركة الأم إلى MGM، حيث لا زالت تعمل هناك)، ولكنه أنهى أيضا مسيرة تشيمينو لخمس سنوات قادمة، حيث أخرج فيلمه التالي، سنة التنين، عام 1985.
رغم كل الانتقادات، فقد تحسنت سمعة الفيلم مع مرور الوقت. وأصدر الفيلم مجددا بنسخة المخرج المحسنة في خريف 2012، في مهرجان نيويورك السينمائي. وأطلقت عليه مجلة تايمز «تحفة حديثة» وذلك على النقيض من تقييمها عام 1980 بأنه «ظلم على تاريخ السينما». ودعته صحيفة نيويورك تايمز بأنه «كارثة وعار، ولكن أيضا تحفة».

### إنتشون (1981)
إنتشون (بالإنجليزية: Inchon)، من إخراج تيرينس يونغ وبطولة لورنس أوليفيه بدور الجنرال دوغلاس ماك آرثر، لتصوير معركة إنشون خلال الحرب الكورية. كان المنتج ميتسوهارو إيشي عضوا بارزا في الفرع الياباني من كنيسة التوحيد، وكان زعيمها سون ميونغ مون، ادعى أن الفيلم أنتج لإظهار روحانية ماك آرثر وتواصله مع الله والشعب الياباني. تكلف إنتاج الفيلم نحو 46 مليون دولار ولم يكسب سوى 5 ملايين دولار، وكتب الناقد فينسنت كانبي من نيويورك تايمز أنه «أغلى فيلم درجة ثانية على الإطلاق». جابه الفيلم عدة مشاكل، منها قضايا العمال، سحب الجيش الأمريكي للدعم بعد تدخل كنيسة التوحيد، والطقس والكوارث الطبيعية، والصعوبات الجمركية، الأخطاء الإخراجية المكلفة، وانسحاب المخرج الأصلي (أندرو ماكلاغلن) قبل بدء الإنتاج. وانتقد أداء اوليفييه بشدة ومنح جائزة التوتة الذهبية لأسوأ ممثل عام 1982 . حصل الفيلم أيضا على جائزة أسوأ فيلم وأسوأ سيناريو، كما كسب يونغ جائزة أسوأ مخرج. وضع الفيلم في عدة كتب وقوائم عن أسوء الأفلام، بما فيها كتاب قاعة العار في هوليوود بقلم هاري ومايكل ميدفيد. ولم يصدر الفيلم على الفيديو في الولايات المتحدة حتى الآن.

### أمي العزيزة (1981)
أمي العزيزة (بالإنجليزية: Mommie Dearest)، مقتبس عن مذكرات كريستينا كراوفورد بنفس الاسم عن حياتها مع أمها بالتبني جوان كروفورد. اكتسح الفيلم جوائز راتزي وفاز بخمسة ترشيحات أصل 9، بما فيها «أسوأ فيلم» وأسوأ ممثلة (فاي دوناوي، تقاسمتها مع بو ديريك عن دورها في فيلم طرزان الرجل القرد). ومنحته نفس المؤسسة جائزة «أسوأ فيلم في العقد» في 1989-1990، وكذلك «أسوأ فيلم في ربع القرن الماضي» في 2004/05. وأدخل ضمن «100 فيلم فظيع» في كتاب دليل راتزي الرسمي للأفلام. وحسب كلمات الناقد والمقدم ريتشارد كراوس فقد «كسب الفيلم أكثر من غيره من الانتقادات». كتب روجر إيبرت عن الفيلم، «لا يمكنني أن أتخيل أن أحدا يرغب في الخضوع لهذا الفيلم. إنه تجربة مؤلمة تستمر إلى ما لا نهاية، كما أن علاقة جوان كروفورد مع ابنتها كريستينا، تتحلل من القسوة والغيرة إلى الرثاء». وقال عن أداء فاي دوناواي «أنها لا تمضغ المشهد. بل تبدأ من ركن وتبتلع المشهد كله».
على الرغم من الانتقادات في زمنه، يملك الفيلم خاليا تصنيف 55٪ على موقع الطماطم الفاسدة.

### الرجل الذي أنقذ العالم (1982)
الرجل الذي أنقذ العالم (بالتركية: Dünyayı Kurtaran Adam)، هو فيلم مغامرة خيال علمي تركي ويعرف أيضا باسم حرب النجوم التركية بسبب استخدام لقطات وموسيقى من حرب النجوم بشكل غير مصرح (وكذلك عدد من الأفلام الأمريكية الأخرى) التي دمجت في الفيلم. وصفته جريدة صباح بأنه «أسوأ فيلم في العالم». وصفت جريدة حريت الفيلم بأنه «يجلس على العرش الملكي» بالمقارنة الأفلام الأخرى «السيئة لدرجة انها جيدة». وصفته جريدة تورونتو ستاندارد «بديل رخيص لحرب النجوم» وقارنته بأعمال إد وود. بعد أن حقق شهرة متأخرة في العالم بين الأفلام السيئة، أصدرت تتمة بعنوان ابن الرجل الذي أنقذ العالم (Dünyayı Kurtaran Adam'ın Oğlu)، عام 2006 وظهر به العديد من الممثلين العائدين من الفيلم الأصلي.

### هوارد البطة (1986)
هوارد البطة Howard the Duck، من إنتاج جورج لوكاس، ومقتبس عن شخصية مارفل كوميكس بنفس الاسم، ولقى الفيلم استياء النقاد بشكل كبير. وانتقد الناقدان مارك واينبرغ وليونارد ماتلين، من مجلة أورنج كوست، قرار تصوير الفيلم بشكل حي. Maltin described the film as a "hopeless mess ... a gargantuan production which produces a gargantuan headache". وصف ظهور هوارد بأنه غير مقنع بسبب فمه سيئ الصنع، وإدمانه على الشراب، وانحرافه، ووجهه الخالي من التعابير. كما انتقد فيلم بسبب سوء التمثيل والفكاهة واعتبر مملا. أعطى موقع الطماطم الفاسدة للفيلم درجة 15٪ باعتماد 32 مشاركة، ما جعلها أدنى نتيجة يحصل عليها فيلم لشركة لوكاس فيلم على الموقع. حصل الفيلم على سبع ترشيحات لجائزة راتزي في عام 1987 بما فيها أسوأ ممثل مساعد (تيم روبنز)، أسوأ مخرج (ويلارد هويك) وأسوأ أغنية أصلية («هوارد البطة»). وفاز بأربع جوائز لأسوأ سيناريو، أسوأ نجم جديد («ستة فتيان وبنات في بدلة بطة»)، أسوأ مؤثرات بصرية، وأسوأ فيلم، ليتعادل مع فيلم تحت قمر الكرز. فاز الفيلم أيضا بجائزة ستينكرز لأسوء فيلم. . وأثرت ردود الفعل السلبية للفيلم بشكل سيئ على الممثلين، والذين وجدوا أنفسهم غير قادرين على العمل في مشاريع أخرى بسبب هذا الفيلم.

### عشتار (1987)
عشتار (بالإنجليزية: Ishtar)، من كتابة إخراج إلين ماي وتمثيل الفائزين بالأوسكار وارن بيتي وداستين هوفمان بدور «روجر وكلارك»، مغنيان غير موهوبين يسافران إلى المغرب على أمل إيجاد حفلة يحييانها. واجه الفيلم مشاكل غير متوقعة بسبب التصوير في الصحراء ما أدى إلى إعادة تصوير عدة لقطات فتجاوز الفيلم ميزانيته المقررة بثلاثين مليون دولار لتصل إلى 55 مليون، ولم يكسب سوى 14,375,181 دولار في شباك التذاكر في أمريكا الشمالية، ما جعله مرادفا لتعبير «فشل شباك التذاكر». تعرض الفيلم أيضا لانتقادات قاسية من النقاد. وقال عنه روجر إيبرت «فيلم مخيف حقا، وهو تمرين ثقيل وهائل وبارد في الكوميديا الفاشلة»; ورأى جين سيسكل أنه «ممل وأحمق»; واختاره الاثنان كأسوأ فيلم لعام 1987 في برنامج إيبرت وسيسكل مع الأفلام. ورشح لجوائز أسوأ فيلم ونص سينمائي في مهرجان راتزي عام 1987، وفاز بجائزة أسوء مخرج. وقالت عنه جريدة سان خوزيه ميركوري «أن الزمن لم يحسن سمعة هذا الفيلم بكونه أحد أسوأ الأفلام على الإطلاق». وقالت مجلة تايم آوت بأنه «سيئ جدا لدرجة تحس فيها أن سوءه متعمد»،  كما وضعه مايكل سوتر وريتشارد روبر من قوائمهم عن قائمته أسوأ الأفلام التي رأوها. كما وضعنه مجلة تايم عام 1999 ضمن أسوأ 100 فكرة في القرن العشرين.

### فيلم فتية سطل القمامة (1987)
فيلم فتية سطل القمامة (بالإنجليزية: The Garbage Pail Kids Movie)، وهو فيلم تمثيل حي مقتبس عن سلسلة البطاقات التي تحمل نفس الاسم، وهي محاكاة ساخرة من سلسلة بطاقات فتية رقعة الملفوف Cabbage Patch Kids. قام ممثلون أقزام بتمثيل دور الشخصيات الرئيسية في أزياء منخفضة التكلفة، وبأفواه سيئة الصنع ووجوه خالية من التعابير. وغالبا ما انتقد الفيلم للكوميديا المقرفة، والحبكة التي لا معنى لها، والتمثيل السيئ، ومنظر الشخصيات المخيف. وقد حصل على درجة 0٪ على موقع الطماطم الفاسدة وقالت كارين جيمس من صحيفة نيويورك تايمز عن الفيلم أنه «مثير للاشمئزاز سواء للأطفال أو البالغين في أي عمر». وصفه كارلوس كوتو من صن سنتينل بأنه «أحد أسوأ الأفلام على الإطلاق». مضمون الفيلم لم يكن مناسبا لجمهوره وهم الأطفال. في الفيلم، فإن الشخصيات تسرق وتتعارك وتعض أقدام الناس وتطلق الريح في وجوههم، وتهدد الآخرين بالسكاكين، ويتبولون على أنفسهم. وقد أشار البعض إلى أن الفيلم يتناقض مع رسالته الخاصة، بأنه يجب الحكم على الناس بأفعالهم لا بأشكالهم. بالإضافة إلى السلوك المشين، فإن الفيلم به العديد من المشاهد والصور الجنسية والعنف والشرب. أقام الأهل الغاضبون احتجاجا شعبيا على الفيلم ونجحوا في سحبه من التداول على الصالات. وأصدرت نسخة مختصرة لم تساهم كثيرا بإيراد الفيلم الفقير الذي بلغ 1,576,615 دولار. ترشح الفيلم لثلاث جوائز راتزي في الحفل الثامن: أسوأ مؤثرات بصرية، أسوأ نجم جديد عن ممثلي الشخصيات، وأسوأ أغنية.

### ليونارد الجزء 6 (1987)
ليونارد الجزء 6 (بالإنجليزية: Leonard Part 6)، من بطولة (وكتابة وإنتاج) بيل كوسبي، كان الغرض منه إنتاج محاكاة ساخرة لأفلام التجسس. في الفيلم يعود ليونارد باركر من التقاعد، وهو جاسوس مخابرات سابق، لإنقاذ العالم من شرير نباتي يغسل أدمغة الحيوانات لقتل الناس. كسب الفيلم جائزة رازبيري لأسوأ ممثل (كوسبي) وفيلم وسيناريو. ورشح أيضا لجائزتين أخريين عن أسوأ ممثلة مساعدة وأسوأ مخرج. كوسبي نفسه تبرأ من الفيلم، وعندما أصدر في الصالات نصح الناس ألا يروه. لاحظت ريتا كيمبلي من صحيفة واشنطن بوست عددا كبيرا من منتجات كوكا كولا في الفيلم وقالت «الشيء الوحيد الجيد عن هذا الفيلم أنك لن ترى الأجزاء من 1 إلى 5». وقال سكوت واينبرغ «إنه أحد أسوء الأقلام على الإطلاق، كما ينبغي التعامل معه بقفازات تفلون وزوج من الملاقط». أما كيفن توماس في صحيفة لوس أنجلوس تايمز قال «لا يوجد شيء مضحك في هذا الفيلم، ويوجد الكثير من كل شيء آخر».

### هوبغوبلينز (1988)
هوبغوبلينز Hobgoblins، من إخراج ريك سلون ويعتبر سرقة صارخة لفيلم غريملينز عام 1984. ويصفه جريج موسكيفيتس في Efilmcritic.com «أسوأ كوابيس جيم هنسون». هدا الفيلم هو أحد الأفلام القليلة والسيئة والتي أنتجت لها تتمة بعنوان هوبغوبلينز 2، والذي أنتج بعد عشرين عاما من الأصلي.

### ماك وأنا (1988)
ماك وأنا (بالإنجليزية: Mac and Me)، ويدور الفيلم حول صبي صغير في كرسي متحرك يلتقي فضائيا ويصادقه بعد أن هبط على الأرض. وانتج الفيلم بعد نجاح فيلم ET (العنوان نفسه، ماك وأنا، أتى من أحد العناوين المقترحة لفيلم ET، وهو إي تي وأنا.)، وكان كذلك وسيلة تسويق لصالح شركتي شركة كوكا كولا وماكدونالدز. الفيلم حصل على تقدير 0% على موقع الطماطم الفاسدة،  وأشار ليونارد مالتين إليه بأنه "أشبه بدعاية تلفزيونية أكثر منه فيلما". ووصفته مارجوري بومغارتن من أوستن كرونيكل بأنه "سرقة وقحة لفيلم إي تي. أكد مورغان سبورلوك أنه "أسوأ، أسوأ، أسوأ، أسوأ، أسوأ شيء ستراه على الإطلاق". استشهد سبورلوك أيضا الفيلم كأسوء أمثلة التسويق المضمن. كما تم ترشيح الفيلم لأربع جوائز راتزي بما فيها أسوأ صورة وأسوأ سيناريو وفاز بجائزتين، أسوأ مخرج لستيوارت رافيل، (بالتقاسم مع بليك إدواردز عن فيلم غروب الشمس) وأسوأ نجم جديد لرونالد ماكدونالد في دوره الصغير.

## عقد 1990

### ترول 2 (1990)
ترول 2 (بالإنجليزية: Troll 2)، ولا علاقة له بالجزء الأول، الذي تلقى أيضا انتقادات واسعة. وصفه موقع ياهو موفيز بأنه «الأقل إخافة بين كافة أفلام الرعب وأحد أسوأ الأفلام على الإطلاق». أما المخرج كلاوديو فروغاسو (الذي استخدم اسما مستعارا هو دريك فلويد) فظل يقول أن الفيلم «تحفة» طوال عشرين عاما. ورغم أن النص كتب بلغة سيئة (لم يكن فراغاسو وزوجته روزيلا درودي، وهما إيطاليان، يتقنان الإنكليزية عندما كتبا السيناريو)، فقد أصر فراغاسو على الممثلين الأمريكيين أن يرووا النص كما كتب. أما العفاريت في الفيلم فهي أقزام ترتدي أكياس خيش وأقنعة لاتكس. ويمتلك الفيلم حاليا تقييم 0٪ على موقع الطماطم الفاسدة. وبعد نحو عشرين عاما من صدوره، أصدر مايكل ستيفنسون، الذي مثل في الفيلم وهو صغير، فيلما وثائقيا عن الفيلم عام 2009 ولاقى استحسان النقاد.

### هايلاندر 2: التسريع (1991)
هايلاندر 2: التسريع (بالإنجليزية: Highlander II: The Quickening)، تكملة لفيلم هايلاندر، وحول هذا الفيلم سلسلة الخيال إلى خيال علمي وغيّر المحاربين من أسطوريين في الفيلم الأول إلى فضائيين. وتلقى انتقادات لاذعة من النقاد والجماهير على حد سواء. حصل الفيلم على نسبة 0% باعتماد 23 تقييم في موقع الطماطم الفاسدة. وأغلب الانتقادات شملت انعدام الدافع لدى الشخصيات، الفكرة الجديدة لأصل الخالدين، والتناقضات الظاهرة في منطق الفيلم. أعطى روجر إيبرت الفيلم نجمة ونصف (من أصل أربعة)، قائلا: «إنه أكثر فيلم غير مفهوم رأيته منذ زمن طويل، إنه فيلم مذهل في سوئه. وحيثما اجتمع رواد الخيال العلمي لعقود وأجيال قادمة، سيذكرون هذا الفيلم في بصوت خافت كأحد سقطات الخيال العلمي». وتابع قائلا «إن كانت هناك حضارة في كوكب ما تقوم على الأفلام السيئة، فهذا الفيلم يستحق مكانا مقدسا بينها». منح كريستوفر نول من Filmcritic.com الفيلم نجمة واحدة من أصل خمسة، ووصفه بأنه «نكتة».
في عام 1995، قدم مخرج الفيلم راسل مولكاهي نسخته الخاصة عن الفيلم وأصدر نسخة أخرى عام 2004. وأعيد بناء النسختين من مواد محذوفة أو مهملة. وهو ما جعل القصة الجديدة مفهومة وتستند أكثر على الخيال.

### نورث (1994)
نورث (بالإنجليزية: North)، من إخراج روب راينر ومقتبس من رواية نورث: حكاية فتى في التاسعة أصبح حرا وسافر في العالم للبحث عن الوالدين المثاليين بقلم آلان زفايبيل، الذي كتب سيناريو أيضا ومثل في دور شرفي في الفيلم، كما كان أول ظهور للممثلة سكارليت جوهانسون. حقق الفيلم فشلا نقديا وتجاريا، وكسب فقط 7,138,449 دولار في جميع أنحاء العالم. وكانت أغلب الانتقادات حول الحبكة، وحشد النجوم لشخصيات غير حساسة، والافتقار إلى الفكاهة، والصور النمطية العرقية. تلقى الفيلم نسبة 11٪ في موقع الطماطم الفاسدة. لم يعطي روجر ايبرت الفيلم أي نجمة، وقال في تقييمه «لقد كرهت هذا الفيلم. كرهت كل لحظة أجد فيها ابتسامة فارغة وغبية تسخر من الجمهور. كرهت إحساسهم بأن هناك من سيتسلى به. كرهت الإهانة الضمنية للجمهور بأنهم سيعجبون به». ووضعه روجر ايبرت وجين سيسكل كأسوأ فيلم لعام 1994. وقال ميك لاسال من سان فرانسيسكو كرونيكل في تقييمه أن «إنه أمر غريب ومقيت، بأن يكون سيئا في بطريقة مبتكرة وغير متوقعة». وقال عنه ريتشارد روبر في قائمته لأسوء أربعين فيلما «من بين جميع الأفلام في هذه القائمة، قد يصعب عليك إكمال هذا الفيلم من البداية وحتى النهاية». رشح الفيلم لعدة جوائز في مهرجان التوتة الذهبية: أسوأ فيلم، أسوأ ممثل (بروس ويليس، وترشح في نفس السنة عن لون الليل)، أسوأ ممثلة مساعدة (كاثي بيتس)، أسوأ ممثل مساعد (دان أيكرويد، ترشح في نفس السنة عن الخروج إلى عدن)، أسوأ مخرج، أسوأ سيناريو (أندرو شاينمان وألان زفايبل).

### شوغيرلز (1995)
شوغيرلز (بالإنجليزية: Showgirls)، أثيرت حوله الدعايات والجدالات قبل صدوره، ولكن النتيجة النهائية تلقت السخرية. معظم الضجيج دار حول نجمة الفيلم، إليزابيث بيركلي، التي كانت قبل عامين فقط نجمة مسلسل كوميديا المراهقين Saved by the Bell (ولعبت دور فتاة تناصر حقوق المرأة). فاز الفيلم بسبع جوائز راتزي من ثلاثة عشر ترشح لها. وقال جيمس بلاث من موفي متروبوليس عنه «تحت واجهة لاس فيغاس يدق قلب فيلم إباحي رخيص هو شوغيرلز، وهو فيلم سيئ لدرجة أنه مضحك»، كما انتقد مايكل ديكينا من TheMovieReport.com الفيلم وأعطاه درجة 0/4، وقال انه «أفضل ما تقدمه هوليود لصناعة الأفلام السيئة». حصل الفيلم على تقييم 17٪ على موقع الطماطم الفاسدة باعتماد على 46 مشاركة. قام المخرج بول فرهوفن بإصدار نسخة أخرى بتقييم رقابي أدنى، وحذف حوالي ثلاث دقائق من مشاهد الجنس التصويرية. وبثت شبكة TBS الفيلم على التلفزيون، ولكنها اضافت ملابس داخلية بالكمبيوتر في المشاهد العارية.

### القبة الحيوية (1996)
القبة الحيوية (بالإنجليزية: Bio-Dome)، هو كوميديا حشاشين من إخراج جايسون بلوم وبطولة بولي شور وستيفن بالدوين، وتدور أحداث الفيلم حول أخرقين يجدان نفسيهما في قبة حيوية، وهي مركز بيئي مغلق حيث يغلق خمسة علماء على أنفسهم داخلها لمدة عام. وقد انتقد بسبب سوء التمثيل، المقاطع غير المضحكة والإفراط في الإشارة لتعاطي المخدرات والتلميحات الجنسية والنكت القذرة. تلقى الفيلم نسبة 5% على موقع الطماطم الفاسدة. كما منح درجة من 1 من أصل 100 على ميتاكريتيك، ليكون أسوأ فيلم على موقعهم (يتعادل مع أفلام الغابة المغنية والفوضى والكوميديا غير اللائقة). ديفيد ستيريت من صحيفة كريستيان ساينس مونيتور كان قاسيا على الفيلم وبالأخص أداء بولي شور ومشاركته في كتابة السيناريو ووصفه بانه «أقل من كوميدي وأكثر منه مهرجا» و«عديم الذوق وبذيء، وأكثر من هذا، ليس مضحكا». وفي حفل جوائز التوتة الذهبية عام 1996، فاز بولي شور بجائزة أسوأ ممثل لعمله في الفيلم، وتقاسمها مع توم أرنولد (الذي فاز عن ثلاثة أفلام). في سلسلة تقارير التحقيقات التي قدمتها نيويورك تايمز، فقد استشهدت بالفيلم وصورته السيئة كجزء من الصورة السلبية العامة لمشروع بيوسفير 2 الحقيقي.

### باتمان وروبن (1997)
باتمان وروبن (بالإنجليزية: Batman & Robin)، هو رابع وآخر فيلم من سلسلة باتمان التي أنتجها برتون وشوماخر. وهو من إخراج جويل شوماخر وبطولة جورج كلوني بدور باتمان، أرنولد شوارزنيجر بدور السيد فريز، اوما ثورمان بدور بويزن آيفي، كريس أودونيل بدور روبن، أليسيا سيلفرستون بدور باتجيرل ومايكل غوف بدور ألفرد. وقد انتقد هذا الفيلم بسبب توجهه العبثي، وطريقة عرض السيد فريز ونكاته، فضلا عن إشارات المثلية الجنسية. وحتى مايو عام 2013، منح نسبة 12% على موقع الطماطم الفاسدة من 66 مشاركة، ومنح شارة «فاسد»، مع متوسط تقدير 3.4/10. وعلى سبيل المقارنة فقد جمع موقع ميتاكريتيك متوسط درجة 28 من 100، باعتماد 21 مشاركة. كما أتى الفيلم في المركز الأول في استطلاع مجلة إمباير من أسوأ 50 فيلما على الإطلاق. كما قال جورج كلوني انه سيرد أموال من اشتروا تذاكر الفيلم لو قابلوه في الشارع، كما اعتذر جويل شوماخر إلى المعجبين على إصدار الدي في دي عام 2005.

### النهار والليل (1997)
النهار والليل (بالفرنسية: Le Jour et la Nuit)، هو فيلم رومانسي فرنسي من إخراج الفيلسوف برنار هنري ليفي. ويروي الفيلم قصة كاتب فرنسي فر إلى المكسيك ليبحث عن حياة هادئة ويقيم علاقة مع ممثلة تقوم بإغوائه للحصول على دور في فيلم مقتبس من أحد كتبه. عندما عرض الفيلم لأول مرة في مهرجان برلين السينمائي الدولي عام 1997، خرج المئات من الصحفيين من القاعة وأما من بقي فقد سخر من الفيلم بصوت مسموع. واعتبر أسوأ فيلم فرنسي منذ عام 1945 من قبل مجلة كاهيرز دو سينما، وكما اعتبر «أسوأ فيلم في التاريخ» حسب مجلة سليت في نسختها الفرنسية. وقالت عنه مجلة فارايتي أنه «مضحك وسيئ دون أن يقع ضمن خانة» سيئ لدرجة أنه جيد"، " كما وصفته فرانسواز جيرو «انه فيلم سيئ، ولا شك في ذلك»، ووصته جريدة لومانيتيه بأنه «كارثة مطلقة».

### سندريلا من باهيا (1998)
سندريلا من باهيا (بالبرتغالية: Cinderela Baiana)، فيلم من إخراج البرازيلي كونرادو سانشيز وبطولة الراقصة كارلا بيريز في دور البطولة، وهو اقتباس خيالي لسيرة بيريز في بداياتها، وكيف وصلت إلى الشهرة. ورغم أنه كان من بطولة مجموعة نجوم برازيليين، بمن فيهم ألكسندر بيريس، الذي كان مغنيا شهيرا وصديق بيريز وقتها، فقد انتقد الفيلم بسبب حواره المصطنع، والنص السيئ، وثغرات النص الكثيرة والتمثيل السيئ، حتى أن بيريز نفسها تبرأت من الفيلم لاحقا. فشل الفيلم على شباك التذاكر، ومنع من التداول لاحقا بطلب من بيريز نفسها. وكان أول فيلم للممثل غير المعروف وقتها لازارو راموس، الذي دفع براتبه من الفيلم ثمن دروس تمثيل.
في 15 مارس 2010، قدمت مجلة فيجا البرازيلية قائمة أسوأ عشرة أفلام برازيلية على الإطلاق، وكان هذا الفيلم في المرتبة الأولى. ووصفته الناقدة بوليانا ليما إي سيلفا بأنه «عار». وأدخله المؤلف رينزو مورا في كتاب «25 أفلام قد تخرب حياتك»، في حين قال عنه لويس ناصيف «بالنسبة لي إنه أسوأ من الجميع».

### بارتينغ شوتس (1999)
بارتينغ شوتس (بالإنجليزية: Parting Shots)، كوميديا سوداء من إخراج مايكل وينر، ومن بطولة مغني الروك كريس ريا بدور رجل أخبره الطبيب أنه سيعيش ستة أشهر فقط، فيبدأ بقتل الناس الذين ظلموه. واتهم الفيلم بسوء التمثيل والإخراج والنص، وتعامله مع القتل باستخفاف. وصفه الصحفي أندرو كولينز: «أنه أرجع السينما البريطانية عشرين عاما إلى الوراء وربما كان أسوء فيلم أنتج في بريطانيا على الإطلاق». أما الناقد كريستوفر توكي فقد استاء أكثر من الفيلم: «الفيلم مهين جدا، حتى بمقاييس وينر». وانتقدت شارلوت سوليفان، من جريدة ذا إندبندنت، الفيلم لتمجيده أخذ القانون بالقوة وقالت أنه كان أسوأ فيلم رأته. ظهر الفيلم أيضا في استطلاع للقراء في مجلة إمباير عن أسوأ 50 فيلما على الإطلاق.

### فيلم أندرغراوند كوميدي (1999)
فيلم أندرغراوند كوميدي (بالإنجليزية: The Underground Comedy Movie)، وهو فيلم كوميديا مبني على برنامج أندرغراوند كوميدي في قنوات الكابل من عام 1988. قام المخرج والممثل فينس أوفر ببناء الفيلم من سلسلة من التمثيليات الرخيصة (ومنها فقرة تقوم فيها جينا لي نولين باستخدام المرحاض بصوت عال، وبطل خارق يدعى "ديكمان" يرتدي زي قضيب عملاق ويهزم أعداءه بدفق المني عليهم). قدم أوفر دعوى قضائية في عام 1999 ضد شركة فوكس القرن العشرين والأخوة فاريلي زاعما أن هناك 14 لقطة من فيلم هناك شيء ما عن ماري قد سرقت من فيلمه. أصدر الأخوة فاريلي بيانا يقولون فيه انه لم يسمعوا به أو بفيلمه وان هذا الكلام "مجرد هراء". وذكر الناقد روب ديفيس أن الفيلم "خالي من الفكاهة وغبي، وهو لمن يحبون تعذيب الذات فقط". وبالمثل، أشار إليه لورانس فان جيلدر من صحيفة نيويورك تايمز أنه "فيلم بائس، ويمثل نصبا للسخافة وخداع الذات". وقال رود دريهر من صحيفة نيويورك بوست أنه "قد يكون الأقل تسلية بين كل الأعمال الكوميدية".". كريستوفر نول من filmcritic.com أطلق عليه "إعادة إنتاج فجة، ومثير للاشمئزاز، وسيئة لبرنامج تلفزيوني من الثمانينات، مع قطع صغيرة من الفيلم لحمت ببعضها دون أي إيقاع"، وأضاف "إنه مضحك في وجهة نظر الفيلم فقط" كذلك "مثير للشفقة أكثر منه مضحكا". أما هارفي كارتن في كومبيو سيرف وصفه بأنه "فظيع جدا". وكتب توم بينيت في جريدة فيلم جورنال إنترناشنال "أي شخص لا ينزعج من الأفلام السيئة، النكت الثقيلة وإضاعة 90 دقيقة من حياته، فأضمن لهم أنهم سيحسون بالانزعاج. في الواقع، فإن تسمية هذه الفوضى بأنها كوميديا يعطيها الكثير من حقها". ذكر أوفر في عام 2004 أن "ما يقرب من 100,000 قرص دي في دي" بيع من الفيلم.

## عقد 2000

### ساحة المعركة: الأرض(2001)
ساحة المعركة الأرض (بالإنجليزية: Battlefield Earth)، مقتبس من النصف الأول من رواية ل. رون هوبارد بنفس الاسم، ومن بطولة جون ترافولتا وباري بيبر وفورست ويتيكر. وقد تقرر إنتاج تتمة تغطي النصف الثاني من الكتاب، لكن استياء النقاد حول العالم، وضعف النجاح على شباك التذاكر وإفلاس شركة فرانتشايز قد أنهى هذ المشروع. ووجهت انتقادات للفيلم بسبب نصه السيئ، التمثيل المرتجل، الإفراط في استخدام الزوايا المائلة والحوارات المتكررة، تأثير العلمولوجيا على قصته، والعديد من التناقضات. واضطرت شركة فرانتشايز إلى إنهاء وجودها بعد أن تبين أنها قد بالغت عن طريق الاحتيال في ميزانية الفيلم البالغة 31 مليون دولار. حصل الفيلم على نسبة 2% في موقع الطماطم الفاسدة، وأدرج في قائمة أسوء 100 فيلم في العقد. قال روجر ايبرت الفيلم «أتوقع، ولعقود قادمة، ان الفيلم سيكون محور النكت حول الأفلام السيئة». كتب إيبرت أيضا «لقد تعلم المخرج، روجر كريستيان، من أفضل الأفلام أن المخرجين يميلون كاميراتهم أحيانا، لكنه لم يتعلم لماذا». كما وضعه على قائمة الأفلام المكروهة. فاز الفيلم بسبع جوائز راتزي، بما فيها أسوأ فيلم وأسوأ ثنائي (جون ترافولتا و «أي شخص على الشاشة معه»). ومنحت جائزة ثامنة في عام 2005، وذلك عن أسوء دراما في 25 سنة من راتزي، وفي عام 2010 فاز بجائزة تاسعة في حفل راتزي الثلاثين 30 «لأسوأ فيلم من العقد»، أكثر من أي فيلم في تاريخ هذه الجوائز،  ولكن قبل أن يتجاوزه فيلم جاك وجيل بعشر جوائز في عام 2012. وظهر الفيلم على قائمة ميتاكريتيك لأدنى الأفلام في الدرجات، هو على قائمة أسوأ 50 فيلما في محرك سجل تقييمات الأفلام.

### فريدي غوت فينغرد (2001)
فريدي غوت فينغرد (بالإنجليزية: Freddy Got Fingered)، فيلم كوميدي من كتابة وإخراج وبطولة توم غرين، ويعتمد على الفكاهة المقرفة والنكت الصادمة (بما فيها لقطات يمارس فيها البهيمية) بما يشبه ما عرض في برنامج توم غرين. يؤدي غرين دور عاطل عمره 28 عاما يحلم أن يصبح رسام كرتون، ويتهم والده زورا من التحرش الجنسي عندما يشكك الأخير بأهداف حياته. تلقى تقييمات سلبية بأغلبية ساحقة، وذكر الناقد بول كلينتون من CNN معلنا أنه "بكل بساطة أسوأ فيلم صدر من الاستديوهات الكبرى في تاريخ هوليوود". وفي تقييم لجريدة واشنطن بوست: "إنه شاهد على الإفلاس الإبداعي المطلق لصناعة السينما في هوليوود. وضعه روجر ايبرت ضمن قائمة الأفلام التي يكرهها ولم يعطه أي نجمة. ترشح الفيلم لثماني جوائز راتزي في عام 2001، وفاز بجوائز أسوأ فيلم وممثل ومخرج وسيناريو وثنائي على الشاشة. وقال عنه مؤسس راتزي جون ويلسون أنه "مهين وغبي وبغيض ولا توجد به أي حسنة تعوض مساوئه". تلقى الفيلم تقييم 11٪ على موقع الطماطم الفاسدة. وتلقى توم غرين الجوائز شخصيا، ووصل إلى القاعة في سيارة كاديلاك بيضاء، وارتدي بدلة سهرة ومشى على سجادته الحمراء نحو العرض. في عام 2010، تم ترشيح الفيلم في جوائز التوتة الذهبية الثلاثين "لأسوأ فيلم في العقد"، لكنه خسر أمام ساحة المعركة الأرض. ظهر الفيلم أيضا في قائمة ميتاكريتيك عن أدنى درجات الأفلام.

### باليستيك: إكس ضد سيفر (2002)
باليستيك: إكس ضد سيفر (بالإنجليزية: Ballistic: Ecks vs. Sever)، من بطولة أنطونيو بانديراس ولوسي ليو وبدور عميلين سريين يجابهان بعضهما. وصف النقاد الفيلم بمختلف الأوصاف "فيلم للبلهاء"، "مملة إلى درجة مذهلة"، "إنجاز جيد في الغباء والبلادة"، "يعطي معنى جديد لكلمة غير متماسك"، "سيئ على كل مستوى". كتب ستيفن هنتر من صحيفة واشنطن بوست." "بإمكانك تشغيل هذا الفيلم بالإعادة، وسيظل بلا معنى". وصف روجر إيبرت الفيلم بانه "فوضى، وهو مثقل بالمؤثرات الخاصة والانفجارات، وهو يفتقد الاستمرارية والتعقل والتماسك"، من بين ثغرات النص الواضحة التي لاحظها النقاد أن مكتب التحقيقات الفيدرالي – (وهي منظمة تعمل داخل الولايات المتحدة) – تعمل داخل فانكوفر في كندا. بالإضافة إلى فشله بين النقاد فقد فشل على شباك التذاكر، فلم يجمع سوى 20 مليون دولار من ميزانيته البالغة 70 مليون دولار. وشملته جريدة بيزنس تايمز الدولية على قائمتها لأسوء 5 أفلام هوليودية على الإطلاق. وفي مارس 2007، فقد احتل الفيلم المركز الأول في قائمة "أسوأ الأسوأ" على موقع الطماطم الفاسدة،  وحصل على تقييم 0% على الموقع بما مجموعه 108 تقييم "فاسد" ودون أي تقييم "طازج".

### الغرفة (2003)
الغرفة (بالإنجليزية: The Room)، فيلم مستقل حول مصرفي ودود تخونه صديقته مع أفضل أصدقائه. وقد دعاه النقاد «نظير المواطن كين للأفلام السيئة». زعم نجم الفيلم وكاتبه ومنتجه ومخرجه تومي ويسو، أنه كوميديا سوداء (وبالتالي العديد من العيوب في الفيلم مقصودة)، وإلا أن الممثلين نفوا ذلك قائلين أن ويسو أراد إنتاج قصة رومانسية ميلودرامية. الفيلم مشهور بجمله الغريبة والخارجة عن سياقها، ومشاهد الجنس المطولة، ومختلف الحبكات الجانبية التي لا علاقة لها بالقصة، (وأبرزها شخصية تقول أنها مصابة بسرطان الثدي، ولكن لم يتم ذكر الأمر بعدها)، واللقطات الخارجية التي لا معنى لها، والاستخدام المكثف للشاشة الخضراء. وعرض على التلفزيون أول مرة في يوم كذبة أبريل عام 2009 على قناة أدولت سويم، وقامت بحذف المشاهد لإنزال التصنيف الأصلي من R إلى TV-14. بعد يوم من عرضه، حقق الفيلم أكثر مبيعات لفيلم مستقل على دي في دي على موقع أمازون. بدأ غرض الغرفة في معهد الفيلم الأمريكي في يونيو 2010.

### جيغلي (2003)
جيغلي (بالإنجليزية: Gigli)، من إخراج مارتن بريست وبطولة جنيفر لوبيز وبن أفليك. في الأصل كان الفيلم عبارة عن كوميديا سوداء بدون حبكة فرعية رومانسية. وطالب المنتجون بإعادة كتابة السيناريو طوال فترة التصوير، على أمل الاستفادة من علاقة لوبيز وأفليك التي كانت تتصدر المجلات. تكلف هذا الفيلم 54 مليون دولار لكن حقق 6 ملايين دولار فقط، ما جعله أحد أكبر السقطات في شباك التذاكر. أعطت مجلة تايمز الفيلم درجة صفر ما جعلها أقل درجة يحصل غليها فيلم في تاريخ المجلة. وقال روجر فريدمان من FoxNews.com أنه «أسوأ فيلم على الإطلاق». كما فاز بسبعة جوائز راتزي (بما فيها أسوأ «كوميديا» في ربع القرن الماضي عام 2005)،  وفي عام 2010 تم ترشيح الفيلم في الحفل الثلاثين «لأسوأ فيلم في العقد». وهو ضمن قائمة موقع الطماطم الفاسدة لأسوء 100 فيلم تمت مراجعتها في السنوات العشر الماضية، وحصل على نسبة 6٪ في الموقع. وأدخل في استطلاع جمهور مجلة إمباير عن أسوأ 50 فيلما على الإطلاق.

### الحياة الجنسية لرجال البطاطا (2004)
الحياة الجنسية لرجال البطاطا (بالإنجليزية: Sex Lives of the Potato Men)، هو كوميديا جنسية بريطانية عن مجموعة من عمال تسليم البطاطا، وتلقى الفيلم العداء من وسائل الاعلام البريطانية، ووصفه أحد المقيمين بأنه "غير مضحك، مثير للاشمئزاز والاكتئاب. ووصفه الناقد كيفن أوسوليفان من صحيفة ديلي ميرور بأنه "أحد أسوأ الأفلام على الإطلاق". كاترين شورد، في صحيفة صنداي تلغراف، قالت "يصعب إيجاد الكلام عن هذا الشيء –مثل العثور على الكلمات المناسبة في حادث شنيع ... على الارجح فهذا الفيلم هو الأوقح منذ فيلم اعترافات منظف نوافذ، وبالتأكيد الأسوأ". كما وصفته أيضا بأنه "مانع شهية أكثر منه فيلما". كما ورد في استطلاع مجلة إمباير عن أسوأ 50 فيلما على الإطلاق.

### المرأة القطة(2004)
المرأة القطة (بالإنجليزية: Catwoman)، مستند على شخصية دي سي كوميكس وبطولة هالي بيري، وشخصية الفيلم لا تحمل الكثير من الشبه مع شخصية باتمان: فلديها قوى خارقة عكس القصص المصورة، وتقفز بين الأسطح بكعب طويل. تم استبدال بدلتها المطاطية ببنطلون جلدي وصدرية، وقناع على شكل قبعة. وقد علق الناقد راي ذا فيلم غاي أن الفيلم "ذريعة لرؤية هذه الشخصية في ثياب مغرية". وأتى الفيلم بعد عدة سيناريوهات أعدها 28 كاتبا مختلفا، رغم أن أربعة فقط وضعت أسماؤهم على الفيلم. وحصل على نسبة 9% على موقع الطماطم الفاسدة. فاز الفيلم أربعة جوائز راتزي لأسوأ فيلم وممثلة ومخرج (بيتوف) وسيناريو. وصلت بيري في الحفل لقبول الجائزة (وفي يدها جائزة الأوسكار عن دورها في مونسترز بول)، وقالت: "أولا وقبل كل شيء، أود أن أشكر شركة وارنر براذرز على وضعي في هذا الفيلم الوضيع والبشع ... هذا ما أريده في مسيرتي". ." كما وضعه روجر ايبرت على قائمة الأفلام التي يكرهها.

### دانيال – الساحر (2004)
دانيال - الساحر (بالألمانية: Daniel – Der Zauberer)، فيلم ألماني من إخراج أولي لوميل وبطولة مغني البوب ومتسابق سوبر ستار ألمانيا السابق دانيال كوبلبوك، الذي يظهر في نسخة خيالية عن نفسه. العنوان غير دقيق لأنه يعني أن كوبلبوك هو الساحر، في حين أن الساحر هو في الواقع شخصية مختلفة (يلعب دوره أولي لوميل). يقول موقع filmstarts.de على أن الفيلم «لا يطاق بالنسبة لمن لا يشجعون كوبلبوك، وأداء الفنانين هو الأسوأ في تاريخ السينما الألمانية، وأن أولي لوميل والمنتج بيتر شاموني قد أضرا بسمعتهما». وصل الفيلم للمركز الأول في قاع موقع Imdb لفترة من الزمن، واعتبره موقع andwieistderfilm.de أنه أسوأ فيلم ألماني على الإطلاق. وقد أدرج في قائمة توتال فيلم عن أسوأ 66 فيلما على الإطلاق. وفي مقابلة أجريت مع دانيال كوبلبوك بعد عدة سنوات اعترف «يمكن القول أن هذا هو أسوأ فيلم على الإطلاق».

### أطفال خارقون: أطفال عباقرة 2 (2004)
أطفال خارقون: أطفال عباقرة 2 (بالإنجليزية: Superbabies: Babies Geniuses 2)، هو فيلم كوميديا عائلية، وكان هذا آخر فيلم من إخراج بوب كلارك قبل وفاته. وهو تتمة لفيلم أطفال عبافرة عام 1999، ولقى الفيلم استياء النقاد مثل سابقه، وحصل على نسبة "0٪" على موقع الطماطم الفاسدة. ويتبع الفيلم أحداث الجزء الأول، حول أربعة أطفال يمكنهم التواصل مع بعضهم البعض باستخدام «كلام الأطفال» ويملكون الكثير من الأسرار. يتورط الأطفال في مخطط ينفذه سيد الإعلام بيل بيسكين (جون فويت)، وهو خاطف أطفال سيئ السمعة. ويتلقى الأطفال مساعدة طفل خارق هو كاهونا الذي يوقف خطة بيسكين الشريرة. سقط الفيلم على شباك التذاكر، حيث تلقي 9 ملايين دولار فقط من ميزانيته البالغة 20 مليون دولار. وقال توم لونغ من ديزرت نيوز «لعله أكثر الأفلام الكوميدية غباء والأقل إضحاكا على الإطلاق». وقالت ماريان جوهانسون من فليك فيلوسوفر «أن تسمي هذا الفيلم الرهيب» غبي وأحمق«هو إهانة للأفلام الغبية والحمقاء». كتب اريك سنايدر «هذا الفيلم لن يكون أسوأ لو كتب وأنتج من قبل أطفال حقيقيين، وأعني الأطفال والمتخلفين والكارهين للأفلام،» وضعه موقع الطماطم الفاسدة في الترتيب السادس ضمن أسوأ 100 فيلم عرضت في الألفية الجديدة. تم ترشيح الفيلم لأربعة جوائز راتزي بما فيها أسوأ فيلم ومخرج (بوب كلارك) وممثل مساعد (جون فويت) وسيناريو (ستيفن بول (قصة) وغريغوري بوبن). وديفيد كورنيليوس في efilmcritic تساءل «لماذا يريد أي شخص أن ينتج تتمة لما نظر إليه عالميا باعتباره أحد أسوأ الأفلام على الإطلاق».

### وحيدا في الظلام (2005)
وحيدا في الظلام (بالإنجليزية: Alone in the Dark)، وهو مبني على سلسلة من ألعاب الفيديو بنفس الاسم التي أنتجتها شركة إنفوجرامز وكان من إخراج أوفي بول، وانتقد هذا الفيلم من قبل النقاد مختلف المجلات ومواقع الإنترنت لعدة أسباب، مثل سوء السيناريو وقيم الإنتاج، اللقطات السريعة لتوضيح المحتوى الدموي، وعدم علاقته باللعبة، والتمثيل السيئ. وقال أحد النقاد «بناء سيئ، وتمثيل سيئ ومشاهد تمت خياطتها ببعضها دون أي عناية، ولا يصل حتى لمستوى الأفلام المصدرة إلى الفيديو». وقد تلقى الفيلم على نسبة 1٪ في موقع الطماطم الفاسدة، وأدرج ضمن أسوأ 100 فيلم عرضت في السنوات العشر الماضية. وقال الناقد روب فو أن هذا الفيلم سيئ لدرجة ان «صانعي الهراء السينمائي سيمشون في الملأ ورؤوسهم مرفوعة ويبتسمون، ويقولون لأنفسهم:» أنا لم أنتج وحيدا في الظلام" ". أما كاتب السيناريو بلير إريكسون كتب في موقع سامثينغ أوفول عن تجربته مع بول والسيناريو الأصلي، الذي كان أقرب إلى اللعبة، ومطالب بول بتغيير السيناريو. وظهر على قائمة ميتاكريتيك من لأدنى درجات الأفلام،  قائمة MRQE على لأسوء 50 فيلما. كما تلقى ترشيحين لجائزة راتزي عام 2005 عن أسوأ مخرج (أوفي بول) وممثلة (تارا ريد)، وفاز بثلاثة من جوائز ستينكرز عام 2005، لأسوأ فيلم ومخرج ومؤثرات خاصة. وفي عام 2009، وضعه بيتر هارتلوب من سان فرانسيسكو كرونيكل، كأسوأ فيلم في العقد.

### رام غوبال فارما كي آغ (2007)
رام غوبال فارما كي آغ Ram Gopal Varma Ki Aag أو النار لرام غوبال فارما، هو نسخة جديدة من أحد أنجح أفلام بوليوود، شولاي، وسمي على اسم مخرجه رام غوبال فارما. وتلقى الفيلم انتقادا عالميا، مثل الناقد راجيف ماساند الذي أعطاه صفر من خمسة. قالت صحيفة تايمز اوف انديا أن فيلم آغ «دمر أعظم فيلم في بوليوود» واعترفت أن البعض «يرى فيه أسوأ فيلم في العالم». ومنحته جريدة هندوستان تايمز «جائزة أسوأ فيلم على الإطلاق». وجاء أولا في قائمة FHM India عن أسوأ 57 فيلما على الإطلاق. أما أميتاب باتشان، الذي ظهر في الفيلم الأصلي وعاد في النسخة الجديدة، اعترف لاحقا أن هذا الفيلم كان «غلطة».

### فيلم الكارثة (2008)
فيلم الكارثة (بالإنجليزية: Disaster Movie)، هو فيلم محاكاة ساخرة من تأليف وإخراج جايسون فريدبرغ وهارون سيلتزر، وهو يسخر من صنف أفلام الكوارث. ومثل معظم أفلام فريدبرغ وسيلتزر، فقد تلقى انتقادات سلبية للغاية، وله نسبة 1٪ على موقع الطماطم الفاسدة باعتماد 69 مشاركة. ويذكر الموقع بإجماع النقاد: «بعودتهم إلى بئر الفكاهة السمجة، والصور النمطية العرقية، ونكت ثقافة البوب التي لا معنى لها، فقد أنتج فريدبرغ وسيلتزر ما يمكن وصفه بأنه أسوأ أفلامهم حتى الآن.»  وكان الفيلم ضمن قائمة الموقع عن أسوء الأفلام في العقد. ذكر جايسون سولومون من صحيفة الجارديان أن «لا شيء يمكن أن ينقل كآبة من أفلام الكوارث، التي من شأنها أن تكون أسوأ من أي وقت مضى وكان الفيلم فعلا أسوء فيلم على الإطلاق». قال آدم توبياس من واترتاون ديلي تايمز «لا يمكنني تخيل كيف أن أخدا لا يجد أن فيلم الكارثة هو أحد أسوأ الأفلام على الإطلاق»، كما قال توبياس أن عنوان الفيلم مناسب جدا لأنه بحد ذاته «كارثة». وصل الفيلم قمة قائمة أسوء 100 فيلم على IMDB بعد أيام من عرضه الأول. كان الفيلم أول ظهور سينمائي للعارضة كيم كارداشيان، التي ترشحت لجائزة راتزي لأسوأ ممثلة مساعدة. كما ترشح الفيلم لخمسة جوائز راتزي إضافية.

### بيرديميك: الصدمة والرعب (2008)
بيرديميك: الصدمة والرعب (بالإنجليزية: Birdemic: Shock and Terror)، فيلم مستقل وهو تكريم لفيلم الطيور للمخرج ألفريد هيتشكوك، يحكي قصة صداقة بين شخصيتين، من بطولة آلان باغ وويتني مور، حيث تهاجم الطيور بلدتهم الصغيرة (التي لا تظهر حتى الدقيقة 47 من الفيلم). قام جيمس نجوين بكتابة وإخراج وإنتاج الفيلم، كان ينوي جعله «فيلم إثارة رومانسية» ولكن تظهر نوعيته الرديئة، والتمثيل الذي وصفه النقاد بالمتخشب، والحوار السيئ، ومؤثرات الصوت والمونتاج التي تعوزها الحرفية، والقصة التي لا معنى لها، وبالأخص المؤثرات الخاصة التي تتكون أساسا من النسور والعقبان المرسومة بالكمبيوتر بشكل رديء والتي تتحرك بشكل أخرق وتنفجر لدى ارتطامها بالأرض. تكلف الفيلم نحو 10,000 دولار، ووصفه هافينغتون بوست بأنه «أحد أسوء الأفلام على الإطلاق». وضعته مجلة سليت بين أسوأ الأفلام التي قدمت على الإطلاق، وذكرت مجلة فارايتي أن الفيلم أظهر «كل العلامات المبجلة لصناعة الأفلام بشكل سيئ ومضحك».

## عقد 2010

### ذا لاست إيربندر(2010)
ذا لاست إيربندر (بالإنجليزية: The Last Airbender) هو فيلم خيال علمي أمريكي من إخراج إم. نايت شيامالان مقتبس عن مسلسل الرسوم المتحركة التي تحمل نفس الإسم، قوبل بفشل ذريع من النقاد وعشاق المسلسل الكرتوني على حد سواء بسبب كثرة نقاط الضعف في الكتابة والتمثيل السيئ بجانب التأثيرات الضعيفة (رغم أن تكلفة الفيلم 150 مليون دولار أمريكي)، وتم إتهام صناع الفيلم بالعنصرية لأن الشخصيات من المفترض أنها من شرق آسيا والإسكيمو رغم ذلك فإن منتجين الفيلم استعانوا بممثلين قوقازين لتجسيد الشخصيات.

### جاك وجيل(2011)
جاك وجيل (بالإنجليزية: Jack and Jill)، فيلم كوميدي من بطولة آدم ساندلر بدور جاك، وهو مدير تجاري تزوره أخته التوأم جيل (يلعب دورها ساندلر أيضا)، خلال عطلة الاعياد. وذكرت مجلة صالون ان الفيلم «تلقى تقييمات أسوأ من أي فيلم آخر قبله» عند إصداره. في الفيلم، تقوم جيل بإغواء آل باتشينو، وكان جاك يريده أن يشارك في دعاية لدانكن دونتس. وأشار ريتشارد روبر من شيكاغو صن تايمز إلى المفارقة في وجود باتشينو في ما اعتبره «أحد أسوأ الأفلام في تاريخ السينما!»، وكان يلعب دور مايكل كورليوني في العراب، الذي يعتبر أحد أفضل الأفلام على الإطلاق. رامين سيتودي من ذا ديلي بيست وبيتر ترافرز من رولينج ستون قيما الفيلم باعتباره «أسوأ فيلم على الإطلاق.»  ووصفه موقع ريد ليتر ميديا بأنه «فظيعة لدرجة أنه توقف عن كونه فيلما» بعد مدة ساعة ولاحقا دعاه بأنه «أسوأ شيء في العالم». مايك ماكغراناغان من موقع الطماطم الفاسدة يقول «هوارد البطة، جيغلي، فتيات الإستعراض، من جاستين إلى كيلي. ما المشترك بينهم؟ جميعها تعتبر أسوأ الأفلام التي قامت بها استوديوهات كبيرة. وما المشترك بينهم أيضا؟ جميعها أفضل من جاك وجيل». كما صنفته مجلتا تايم وتي في غايد كأسوأ فيلم في عام 2011. فاز جاك وجيل بعشر جوائز في الحفل 32 لجوائز التوتة الذهبية، وربح عن كل ترشيح، وحطم الرقم القياسي المسجل سابقا باسم ساحة المعركة الأرض لأنه ربح جوائز أكثر من أي فيلم آخر كما أنه الوحيد الذي حقق الفوز في كل جائزة ممكنة. يحمل الفيلم حاليا نسبة 3٪ على موقع الطماطم الفاسد على أساس 105 تقييم.

### فيلم 43(2013)
فيلم 43 (بالإنجليزية: Movie 43)، من إنتاج بيتر فارلي الذي شارك في الإخراج، وهو فيلم كوميدي يتكون من عدة مقاطع قصيرة يديرها مخرج مختلف مع مجموعة من النجوم المعروفين مثل ريتشارد جير، دينيس كويد، هيو جاكمان، كيت وينسلت، هالي بيري، ناعومي واتس. وقد وصف الفيلم بأنه أحد أسوأ الأفلام على الإطلاق من قبل عدة مقيمين. أعرب ريتشارد روبر من شيكاغو صن تايمز عن كراهيته للفيلم ووصفه بأنه «عديم الذوق بشكل عدائي». أدخل الفيلم في قائمة مجلة MRQE عن أسوأ 50 فيلما على الإطلاق. وله حاليا نسبة 4٪ على موقع الطماطم الفاسدة باعتماد 75 تقييم.

## وصلات خارجية
- Rotten Tomatoes
- Ebert's Most Hated
- Golden Raspberry Awards
- Metacritic: Worst-Reviewed Movies نسخة محفوظة 13 فبراير 2010 على موقع واي باك مشين.
- Movie Review Query Engine's 50 Worst
- IMDb Bottom 100 (user scores)